# Emil May
Emil May (* 24. Dezember 1850 in Gniefkau bei Neumarkt in Schlesien; † 9. September 1933 in Breslau) war ein Wasserbauinspektor sowie Regierungs- und Baurat.

## Leben
Emil May war der Sohn eines Rittergutbesitzers. Während seines Studiums an der Bauakademie wurde er Mitglied der Landsmannschaft Palaio-Silesia Berlin.
Nach seinem Studium begann er in Thorn seine Laufbahn im preußischen Staatsdienst. Danach wurde er in Breslau zum Bau- und Regierungsrat befördert und später nach Bromberg versetzt, wo er die Leitung an dem Ausbau der Oder-Weichsel–Wasserstraße übernahm. 1915 wurde er zum Ober- und Geheimen Baurat ernannt. Nach dem Ersten Weltkrieg war er als Übergabekommissar tätig. 1919 ging er zur Oder-Strombauverwaltung nach Breslau und 1921 in den Ruhestand.